# مصطفى الحمداوي
مصطفى الحمداوي (19 سبتمبر 1969 -) هو روائي مغربي

## حياته ونشأته
ولد عام 19 سبتمبر 1969 بمدينة دريوش في المغرب، حائز على عدة جوائز أدبية أبرزها جائزة كتارا للرواية العربية عام 2016 في فئة الروايات غير المنشورة عن روايته ظل الأميرة.
تابع دراسته الابتدائية إلى حدود الخامسة ابتدائي، وتوقف عن الدراسة لظروف خاصة، ولكنه واصل التعلم من خلال المواظبة على قراءة كل أنواع الكتب الأدبية والفكرية والسياسية، بالإضافة إلى الجرائد والمجلات. بدأ الكتابة وهو في سن مبكرة، ونشر أولى محاولاته الشعرية والقصصية في جريدة الميثاق الوطني وجريدة الاتحاد الاشتراكي. اشتغل في عدة مهن غير رسمية، وفي شهر ديسمبر من سنة 1995هاجر إلى هولندا، التي يقيم فيها حتى هذه اللحظة حيث يقيم في مدينة أوترخت. اشتغل في هولندا في عدد من المجالات قبل أن يستقر به المطاف كعامل في مركز لتوزيع السلع، بعد ذلك تعرض لحادث سير وضعه في حالة تقاعد مبكر. بدءً من سنة 2009 تفرغ تمامًا للكتابة والقراءة.

### الإنتاج الأدبي[4]
- رواية غواية الجسد، صدرت عن دار سندباد للنشر والإعلام في القاهرة في العام 2010
- رواية حب دافئ تحت الثلج، صدرت ضمن منشورات شمس للنشر والإعلام في العام 2015.
- رواية الشيطان والورد عن دار أفريقيا الشرق في الدار البيضاء 2015.
- رواية يحدث في الظلام صدرت عن دار أكيودي للثقافة في العام 2015.
- رواية كرونا.

### أعمال أخرى
- كتاب غابرييل غارسيا ماركيز في دائرة الواقعية السحرية، صدر عن منشورات الأدهم للنشر والتوزيع.

## الجوائز الأدبية
- جائزة كتارا للرواية العربية 2016.
- جائزة الفجيرة للميلودراما عن نص يحمل عنوان الرحلة الأخيرة سنة 2014.
- اختيرت مخطوط روايته يحدث في الظلام ضمن القائمة القصيرة لجائزة أكيودي.
- فاز مرتين متتاليتين بجائزة الهجرة في أمستردام، الرتبة الأولى ـ فرع القصة القصيرة.
- حصل على الرتبة الرابعة لجائزة الشارقة للإبداع العربي، الإصدار الأول الدورة الثانية عشرة 2008 - 2009 عن رواية كرونا.
- اختير نص واحة العقارب ضمن النصوص العشرة المستدعاة على مستوى الوطن العربي لمتابعة ورشة كتابة السيناريو القصير في مهرجان زاكورة بالمغرب سنة 2010
- شارك في عدة ندوات واستضافات أهمها ندوة ضمت كبار الكتاب المغاربة في هولندا، وبعض الكتاب الهولنديين بمناسبة مرور 400 سنة على العلاقات المغربية الهولندية.